# Thé aux sept couleurs
Le thé aux sept couleurs ou thé à sept couches (bengali : সাত রং চা, Sylheti: ꠡꠣꠔ ꠞꠋ ꠌꠣ) est une très célèbre boisson chaude du Bangladesh. Des amateurs de thé voyagent depuis différents pays afin de le goûter. Chaque couche a un goût de sirop sucré épicé de clous de girofle, l'ensemble formant les couleurs de l'arc en ciel. Le thé aux sept couleur est vendu, notamment, dans le Nilkantha Tea Cabin, un salon de thé situé dans Srimongol, à Sylhet. Romesh Ram Gour est considéré comme l'inventeur de ce thé à sept couches.

## Préparation
Bien que d'autres thés multicouches aient été préparés et soient servis en tant que tels, Romesh Ram Gour estime que personne n'est en mesure d'imiter le secret de la recette. Il n'a jamais vraiment partagé ses secrets de préparation publiquement, mais a résumé le processus et les ingrédients clés. Ce sont :
1. Trois différents thés noirs (cultivés dans Srimongol)
2. Du thé vert (cultivé dans Srimongol)
3. Des épices (cannelle et clou de girofle)
4. Du citron
5. Du lait concentré

Les sept couches de thé se distinguent par la couleur et le goût. Pour faire sept bandes distinctes aux couleurs d'un arc-en-ciel, Romesh Ram Gour verse chaque couche l'une sur l'autre. La couche supérieure du thé contient de la cannelle au goût, la sixième a le goût du citron. La quatrième couche est composée de thé noir mélangé avec du lait condensé, tandis que la couche inférieure est faite de thé vert doux et sirupeux avec du clou de girofle, de la cannelle et des épices tenues secrètes.

## Lieux de service

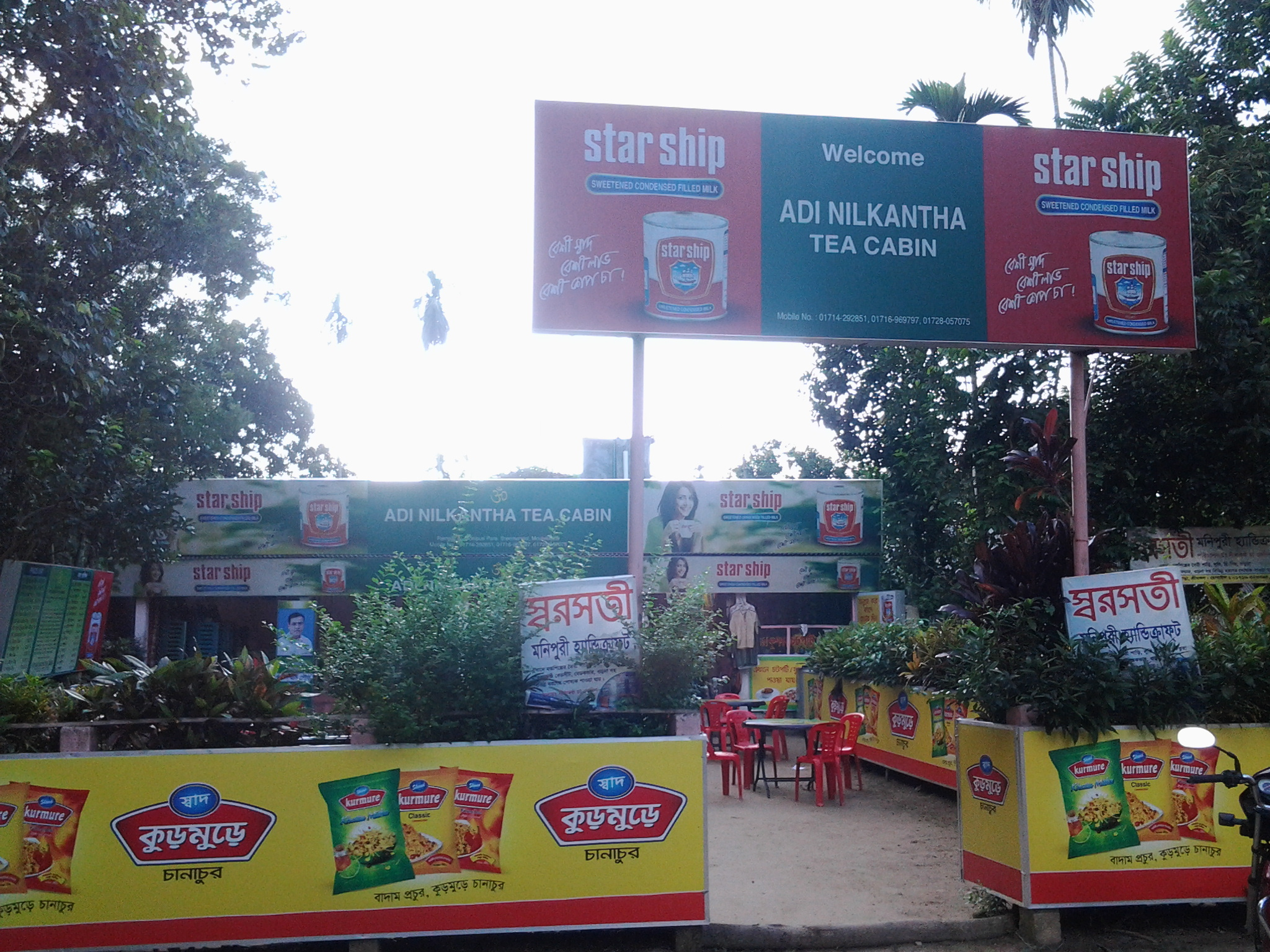
Nilkanta Tea Cabin, Srimongol

Nilkantha Tea Cabin est l'un des lieux où le thé aux sept couleurs est servi. Ce salon de thé offre une combinaison unique de couleurs. En plus des cinq couleurs distinctes, le thé peut être servi avec 1 à 7 couleurs. Ramesh Ram Gaurh est à l'origine de l'invention de la technique permettant d'avoir huit couleurs de thé dans la même tasse ou le même verre. 
Romesh Ram Gour est propriétaire du Nilkantha Tea Cabin, et possède deux salons de thé. L'un est situé dans la Ram Nagar Manipuri Para de Srimangal (généralement connu sous le nom nilkontho-1), et constitue le premier et le plus ancien salon de thé. L'autre est au 4 Rifle Battalion Center, route de Kalighat, Srimonoal, Sylhet, au Bangladesh, et est connu sous le nom de nilkontho-2. Il est le plus récent. 

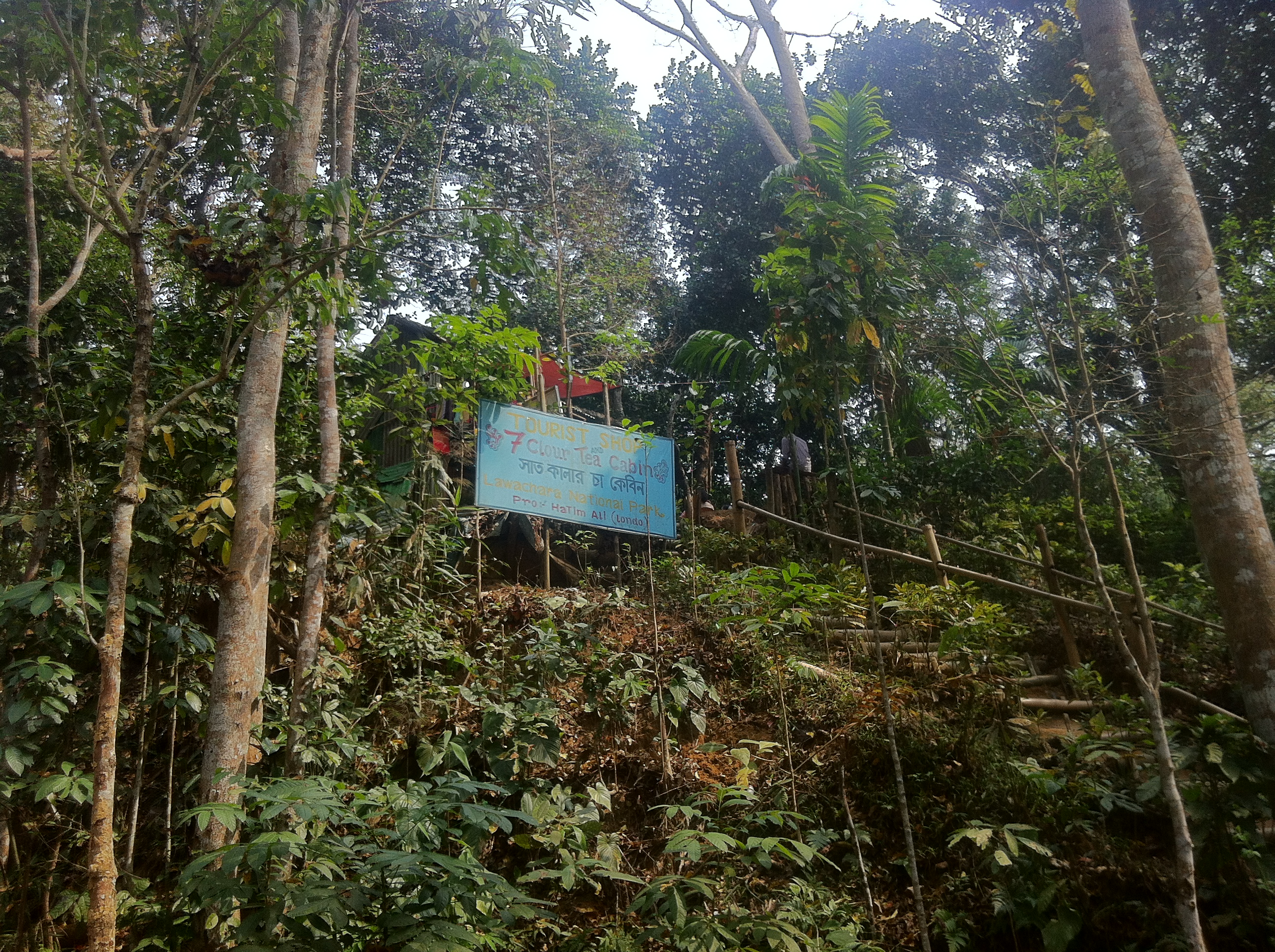
Thé au sept couleurs servi à Lawachara.

### Industrie du thé
Nilkantha Tea Cabin collecte différents types de produits cultivés localement. Les feuilles de thé (3 noires et 1 verte) entrent dans la composition de quatre couches du thé aux sept couleurs. 

## Popularité
Le thé est une boisson très populaire au Bangladesh. Les Bangladais sont les 10e consommateurs de thé dans le monde. Selon The Economist, les Bangladais ont bu 78 000 tonnes de thé en 2015. 